# Casa Memorială „Mihai Codreanu”
Casa Memorială „Mihai Codreanu” este un muzeu municipal din Iași, secție a Muzeului Literaturii Române din Iași, și este amplasat în Str. Rece nr. 5. Vila „Sonet”, clădirea în care a trăit și a scris Mihai Codreanu, este inclusă pe Lista monumentelor istorice din județul Iași din anul 2004, având codul IS-IV-m-B-04360.

## Istoricul clădirii
Vila Codreanu, monument de arhitectură, a fost construită în stil românesc, în anul 1934 (restaurată în 2009), pe un teren donat sonetistului de Primăria Iași ca o recunoaștere a admirabilei sale activități. 

## Organizarea muzeului
Muzeul este organizat în casa în care a locuit și a scris poetul, în perioada 1934 - 1957 (Vila „Sonet”). Deschisă publicului în 1970, casa-muzeu în care a locuit Mihai Codreanu se păstrează aproape în întregime așa cum arăta în timpul vieții poetului, cu toate valorile artistice, cu biblioteca, biroul de lucru, sufrageria, dormitorul și toate celelalte anexe. Camerele amenajate expozițional au aparținut, după moartea poetului soției acestuia, care le-a lăsat prin testament în vederea amenajării expoziției memoriale. 
Trei dintre încăperi: biroul, dormitorul, sufrageria au această destinație încă din timpul vieții poetului. Casa memorială ocupă doar parterul clădirii, conform testamentului Ecaterinei Codreanu. 
Sunt expuse manuscrise și ediții prime ale poetului, medalii, scrisori, cărți traduse de Mihai Codreanu, fotografii, mobilier autentic (secolele XIX - XX) și obiecte de artă (pictură, sculptură).